# Certoux
Certoux est un hameau de la commune de Perly-Certoux à Genève.

## Gentilé et surnom
Les habitants de la localité se nomment les Certousiens. Ils sont surnommés les Essartés.

## Histoire
Rattaché à Saint-Julien-en-Genevois entre 1567 et 1816, le hameau de Certoux, de même que le village voisin de Perly, est définitivement attribué au canton de Genève par le traité de Turin. Les deux villages sont alors inclus dans la commune de Compesières jusqu'en 1820 où ils sont regroupés dans une nouvelle commune séparée.

## Traditions
Le hameau célèbre le Feuillu, fête printanière,. Elle célèbre aussi les Failles, à une date située autour du Premier dimanche de carême, tradition consistant à brûler des perches enrobées de paille, de sarments et de roseaux le soir à l'apparition de la première étoile, au lieu-dit « le couvert de Certoux », auparavant près du cimetière. Cette fête est également observée au village de Cartigny.